# Maria Padilla

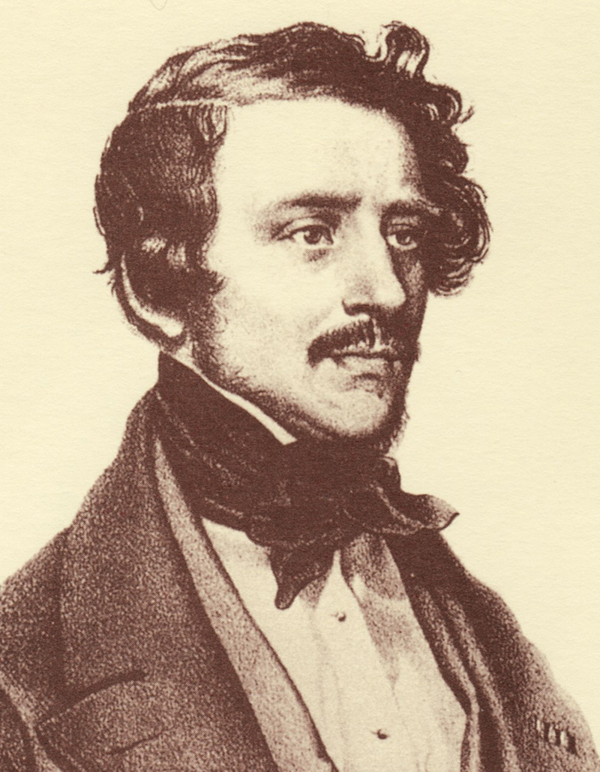
Gaetano Donizetti.

Maria Padilla är en italiensk opera i tre akter med musik av Gaetano Donizetti. Libretto skrevs av tonsättaren tillsammans med Gaetano Rossi efter pjäsen Maria Padilla av François Ancelot. Texten bygger löst på historien om Maria Padilla som var älskarinna åt Peter I av Kastilien.

## Historia
Operan hade premiär den 26 december 1841 på La Scala i Milano. Donizetti hade tänkt att operan skulle sluta med Marias självmord men fick ändra om då censuren hade invändningar. En alternativ version finns där Maria överlever och regerar vidare.

## Personer
- Don Ruiz di Padilla (tenor)
- Donna Maria Padilla, Ruiz dotter (sopran)
- Donna Ines Padilla, Ruiz dotterr (sopran)
- Don Pedro, prins av Kastilien (baryton)
- Don Ramiro, hertig av Albequerque (bas)
- Francisca (mezzosopran)
- Don Luigi, greve av Aguillar (tenor)
- Don Alfonso di Pardo (bas)
- Bianca di Francia (stum roll)

## Handling
Maria Padilla är älskarinna till Don Pedro "Den grymme" av Kastilien. Hon hotar att begå självmord om inte Pedro gifter sig med henne. Dock måste det hela hållas hemligt då Pedro samtidigt håller på att förhandla fram ett giftermål med prinsessan Bianca av Bourbon. När Bianca anländer till hovet och hälsas som en drottning inser Maria att hon har blivit lurad. Utom sig av raseri tar hon Biancas krona, sätter den på sitt eget huvud och begår självmord. (I den censurerade versionen erkänner Pedro Maria som hustru och drottning varpå hon dör av lycka.)